# Cầu thủ trẻ xuất sắc nhất châu Á
Giải thưởng Cầu thủ trẻ xuất sắc nhất châu Á (tiếng Anh: Asian Young Footballer of the Year là giải thưởng dành cho cầu thủ trẻ châu Á hay nhất trong năm do Liên đoàn bóng đá châu Á bầu chọn và trao giải từ 1995.

## Các cầu thủ đoạt giải
| Năm  | Cầu thủ                     | Quốc gia          | Câu lạc bộ                    |
| ---- | --------------------------- | ----------------- | ----------------------------- |
| 1995 | Mohamed Amor Al Kathri      | Oman              |                               |
| 1996 | Bamrong Boonprom            | Thái Lan          | Bangkok Bank                  |
| 1997 | Mehdi Mahdavikia            | Iran              | Persepolis                    |
| 1998 | Ono Shinji                  | Nhật Bản          | Urawa Red Diamonds            |
| 1999 | Waleed Hamzah               | Qatar             | Al-Arabi                      |
| 2000 | Maeda Ryōichi               | Nhật Bản          | Jubilo Iwata                  |
| 2001 | Đỗ Uy                       | Trung Quốc        | Thượng Hải Thân Hoa           |
| 2002 | Lee Chun-soo                | Hàn Quốc          | Ulsan Tigers                  |
| 2003 | Ōkubo Yoshito               | Nhật Bản          | Cerezo Osaka                  |
| 2004 | Park Chu-young              | Hàn Quốc          | Đại học Korea                 |
| 2005 | Choe Myong-ho               | CHDCND Triều Tiên | Kyonggongop                   |
| 2006 | Mã Hiểu Húc (nữ)            | Trung Quốc        | Đại Liên Thật Đức             |
| 2007 | Kim Kum-il                  | CHDCND Triều Tiên | April 25 Sports Group         |
| 2008 | Ahmad Khalil (nam)          | UAE               | Al-Ahli                       |
| 2008 | Iwabuchi Mana (nữ)          | Nhật Bản          | NTV Beleza                    |
| 2009 | Ki Sung-yueng (nam)         | Hàn Quốc          | FC Seoul                      |
| 2009 | Iwabuchi Mana (nữ)          | Nhật Bản          | NTV Beleza                    |
| 2010 | Jong Ji-gwan (nam)          | CHDCND Triều Tiên | Rimyongsu Sports Club         |
| 2010 | Yeo Min-ji (nữ)             | Hàn Quốc          | Haman Daesan High School      |
| 2011 | Ishige Hideki (nam)         | Hàn Quốc          | Shimizu S-Pulse               |
| 2011 | Caitlin Foord (nữ)          | Úc                | Sydney FC                     |
| 2012 | Mohannad Abdul-Raheem (nam) | Iraq              | Duhok SC                      |
| 2012 | Shibata Hanae (nữ)          | Nhật Bản          | Urawa Red Diamonds            |
| 2013 | Ali Adnan Kadhim (nam)      | Iraq              | Çaykur Rizespor               |
| 2013 | Jang Sel-gi (nữ)            | Hàn Quốc          | Gangwon Provincial University |
| 2014 | Ahmed Moein (nam)           | Qatar             | K.A.S. Eupen                  |
| 2014 | Sugita Hina (nữ)            | Nhật Bản          | Fujieda Junshin High School   |
| 2015 | Dostonbek Khamdamov (nam)   | Uzbekistan        | Bunyodkor                     |
| 2015 | Kobayashi Rikako (nữ)       | Nhật Bản          | Tokiwagi Gakuen High School   |
| 2016 | Ritsu Doan (nam)            | Nhật Bản          | Gamba Osaka                   |
| 2016 | Fuka Nagano (nữ)            | Nhật Bản          | Urawa Red Diamonds            |
| 2017 | Lee Seung-woo (nam)         | Hàn Quốc          | Hellas Verona                 |
| 2017 | Sung Hyang-sim (nữ)         | Triều Tiên        | Pyongyang City Sports Club    |
| 2018 | Turki Al-Ammar (nam)        | Ả Rập Xê Út       | Al-Shabab                     |
| 2018 | Takarada Saori (nữ)         | Nhật Bản          |                               |
| 2019 | Lee Kang-in (nam)           | Hàn Quốc          | Valencia                      |
| 2019 | Endo Jun (nữ)               | Nhật Bản          | Nippon TV Beleza              |

## Thống kê theo quốc gia
| Quốc gia          | Lần đoạt giải |
| ----------------- | ------------- |
| Nhật Bản          | 13            |
| Hàn Quốc          | 7             |
| CHDCND Triều Tiên | 4             |
| Qatar             | 2             |
| Trung Quốc        | 2             |
| Iraq              | 2             |
| Oman              | 1             |
| Thái Lan          | 1             |
| Iran              | 1             |
| UAE               | 1             |
| Úc                | 1             |
| Uzbekistan        | 1             |
| Ả Rập Xê Út       | 1             |